# 9502 Gaimar
9502 Gaimar (2075 T-2) là một tiểu hành tinh vành đai chính.